# Brøtsø
Brøtsø est une île habitée de la commune de Færder,  dans le comté de Vestfold en Norvège.

## Description
L'île de 2 km2 se situe entre les îles de Tjøme et Hvasser. Brøtsø est une continuation au nord de la partie la plus à l'ouest de Hvasser, seulement séparée par un détroit.
Sur Brøtsø se trouve la ferme Holme, plusieurs maisons individuelles et de nombreuses maisons de vacances. La liaison routière du centre de Tjøme à Sandøsund passe par Brøtsø, et le pont de Røssesund fait partie de cette liaison routière.

## Galerie

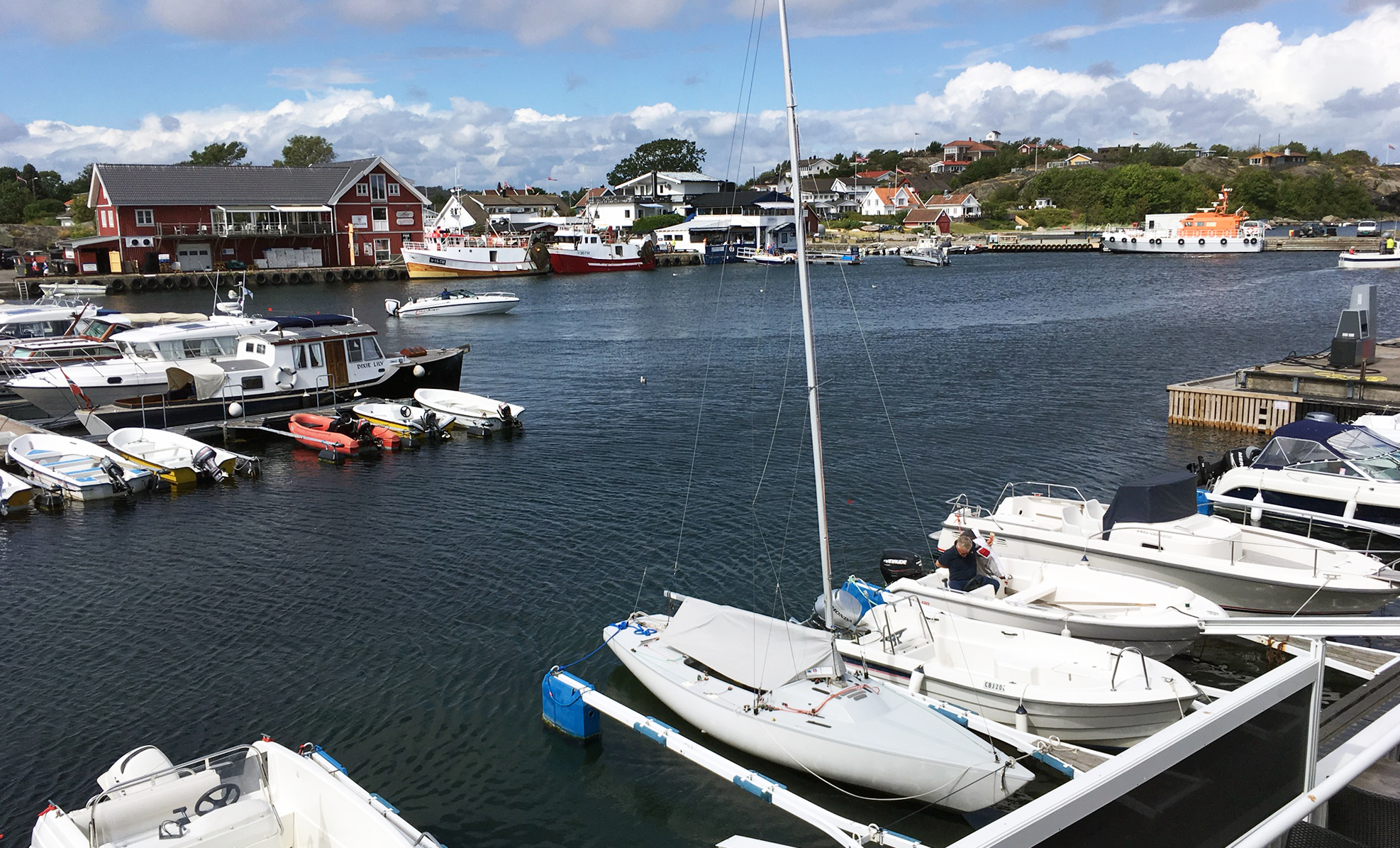
Sandøsund med
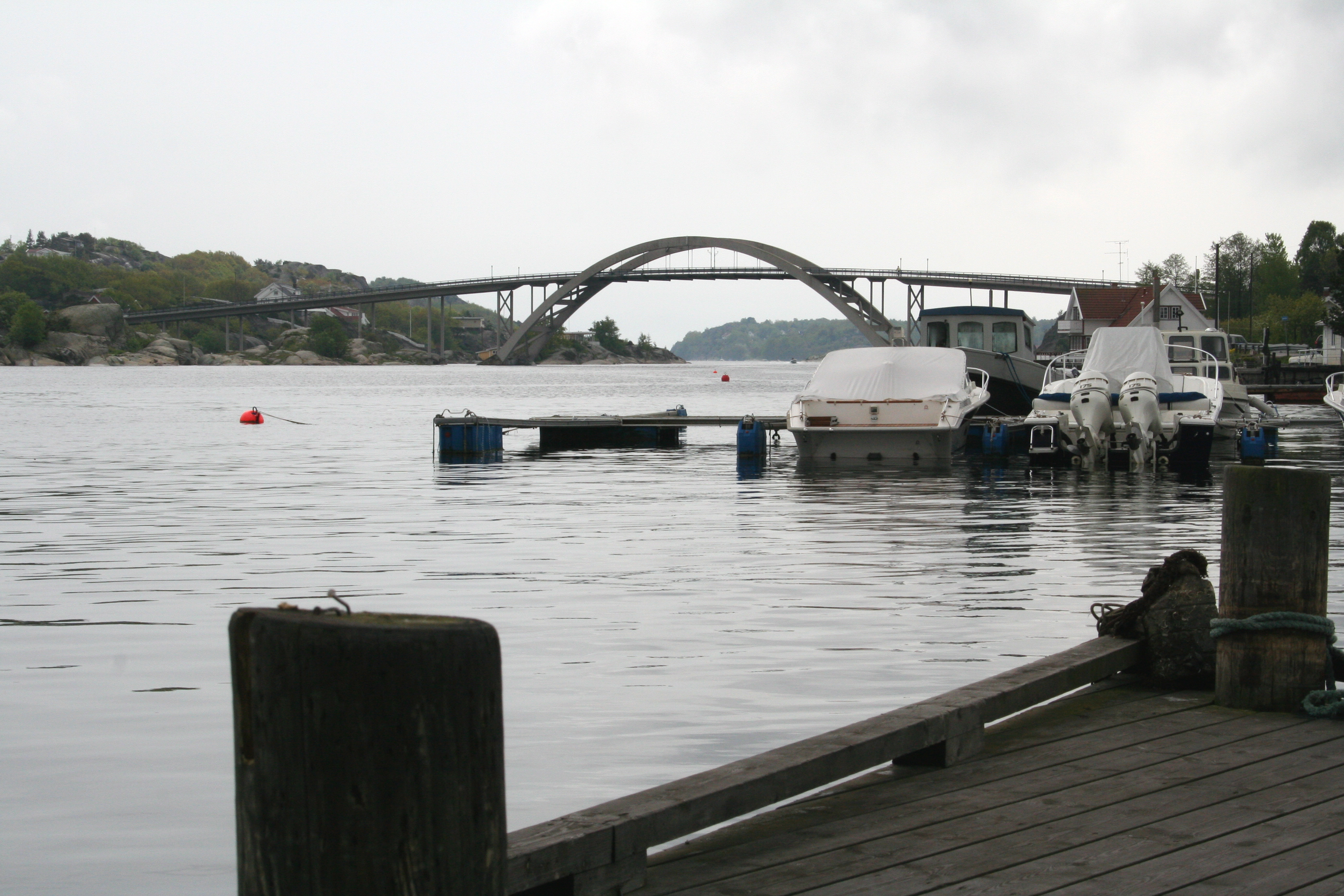
Pont de Rossesund